# Свети Никола (Добринище)
Вижте пояснителната страница за други значения на Свети Никола.
Свети Никола е тракийско, късноантично и средновековно укрепено селище, чиито останки са разположени между градовете Банско и Добринище, на стръмен хълм в югоизточната част на Пирин.

## Находки
Укрепеното селищше е открито в 2003 година, когато добринищани започват да възстановяват параклиса „Свети Никола“ в едноименната местност на 3 km югозападно от Добринище. Селището е разположено на естествено възвишение в предпланините на Северен Пирин.
При строежа на параклиса на най-високата част на възвишението са открити основите на раннохристиянска базилика от IV век. Към базиликата археолозите откриват и прилежащ некропол с 28 гроба без инвентар. Укрепеното пространство е около 0,5 ha, съдейки по иманярските изкопи, засекли основи на сгради и укрепителна система. Крепостната стена е градена от дялани камъни, споени с хоросан смесен със счукана тухла. Откритите монети, датарат от ІІІ до ХІV век, но са намирани и от османския период. Има сведения, че обитаването на селището е продължило и след като укрепителната система вече не е функционирала до XVII век. Сградите са изградени изцяло от обработен камък, като стените са с дебелина около 65 cm, а спойката е от хоросан със счукана печена тухла, което придава по-голяма здравина на стените. Има запазени зидове с височини на постройките 3,20 – 3,30 m.
Битовата керамика е обилна и е предимно от късната античност, но има и по-ранна тракийска монохромна керамика, работена на колело, както и средновековна. Археолозите са натъкват и на обилие от стъкло и стъклени предмети – белег за заможността на населението. Открити са и много накити – пръстени, гривни, апликации за дрехи и конска сбруя. Открити са над 50 питоса, където са се съхранявали зърнените храни и продуктите закопани в земята, като осем са изцяло запазени и са много добре изработени. Открити са мотики гребла, мечове, стрели, върхове на копия, бойни брадвички и др. инвентар. Много от находките се отнасят към къснобронзовата и ранножелязната епоха – края на III началото на II хил. пр. Хр.